# Societatea Română de Fenomenologie
Societatea Română de Fenomenologie (SRF) este o organizație academică non-guvernamentală fondată în anul 2000 cu scopul de a încuraja cercetarea și promovarea fenomenologiei în România. 
Printre membrii fondatori se numără Mihai Șora, Gabriel Liiceanu, Virgil Ciomoș, Cristian Ciocan, Gabriel Cercel, Bogdan Tătaru-Cazaban, Cătălin Cioabă și Bogdan Mincă. 
În prezent, SRF are 70 de membri, profesori și cercetători, doctori și doctoranzi în domeniul fenomenologiei.
Profesorul Walter Biemel a fost președintele onorific al Societății Române de Fenomenologie încă de la înființarea acesteia.
Începând din anul 2001, SRF publică revista Studia Phaenomenologica (revistă cotată ISI) la editura Humanitas, iar din 2015 la editura Zeta Books. 
Din 2003, la editura Humanitas apare o colecție de carte de specialitate sub egida SRF: Acta Phaenomenologica. 
SRF a organizat mai multe conferințe naționale și internaționale:
- Descrierea, încotro? Moștenirea fenomenologică la 150 de ani de la nașterea lui Husserl, 18-19 septembrie 2009, Casa Lovinescu, București
- Phenomenology, Literature and Art, 14-15 octombrie 2008, Facultatea de Filozofie, Universitatea din București
- Filozofie și dualism, 25-27 octombrie 2007, Casa Lovinescu, București
- Phenomenology and Theology, International Colloquium and Summer School, Sibiu-Sambata de Sus, 26 august - 5 septembrie 2007
- A Century with Levinas: Philosophy and Responsibility, International Colloquium, Bucharest,4-6 septembrie 2006
- Logos - limba - limbaj, 25-28 septembrie 2006, Casa Lovinescu, București
- Memorie și temporalitate, 19-21 septembrie 2005, Casa Lovinescu, București
- Problema intentionalității: istorie și perspective, 21-22 septembrie 2004, Casa Lovinescu, București

Alte proiecte ale SRF:
- Proiect de traducere și promovare a filosofiei românești în străinătate Arhivat în 7 septembrie 2009, la Wayback Machine. finanțat de Institutul Cultural Român — s-au tradus și editat 9 lucrări ale filosofilor români Constantin Noica și Alexandru Dragomir în limbile franceză, engleză, germană și italiană, parte dintre ele fiind deja publicate la prestigioase edituri internaționale (J. Vrin, Olms, Marquette University Press, ETS).
- Enciclopedia On-line a filosofiei românești